# Кајкавски језик
Кајкавски језик (такође кајкавица, кајкавштина; ISO 639-3: kjv), такође класификован и као кајкавско наречје бившег српскохрватског језика, данас се сматра посебним јужнословенским језиком, који је почевши од 12. јануара 2015. године признат као такав од стране Међународне организације за стандардизацију (ISO), у чијој је класификацији добио статус историјског језика. Говори се на ширем подручју Загреба, односно на подручју данашњег Хрватског Загорја (некадашња Горња Славонија), затим у области Међимурја, као и у неким местима у Мађарској и Аустрији. Најстарији слојеви кајкавског језика, односно наречја сежу у доба раног средњег века.

## Историја
Описни назив "кајкавски језик" настао је од савременог струковног, односно лингвистичког назива за кајкавско наречје, који је скован у 19. веку на основу упитне заменице кај, карактеристичне за поменуто наречје. Данашњи говорници овог наречја, односно језика изјашњавају се као Хрвати, што није био случај у ранијим временима, пошто се појам Хрватске проширио на кајкавско подручје тек у раздобљу од 16. до 18. века, а све до тада читава кајкавска област се рачунала у "стару" Славонију, која је такође називана и Горњом Славонијом. Током читавог средњовековног и раног нововековног раздобља, становници тадашње Бановине Славоније и њених жупанија (загребачке, крижевачке и вараждинске), били су етнички Славонци (арх. Словинци), који су свој језик називали славонским (енд. slovinski или једноставно slovenski). Тај назив се све до 18. века користио за именовање језика на коме су стварали истакнути славонски аутори, који су за собом оставили знаменита књижевна и стручна дела.
Најстарији слојеви данашњег кајкавског, односно старославонског језика сежу у време досељавања Јужних Словена на подручје разорене позноримске провинције Паноније Савије (лат. Pannonia Savia). Словенско становништво које се доселило на то подручје припадало је јужном огранку Панонских Словена, чији је северни огранак био настањен у областима прекодравске, односно северне Паноније. Током средњовековног раздобља, северни део Панонских Словена је највећим делом мађаризован, а трагови њихове племенске и језичке посебности остали су очувани у културном и лингвистичком наслеђу становништва Панонске низије. За разлику од њих, јужни део Панонских Словена (средњовековни Славонци), успео је да очува своју народну и језичку посебност, коју је изгубио тек током раног нововековног раздобља, када је стара, односно горња Славонија потпала под удар хрватизације. Тај процес је добио на замаху током 18. века, када је стара (горња) Славонија преименована у (северну) Хрватску, чиме је створена основа за постепено укључивање кајкавског језичког подручја у оквире хрватског језика.
Иако су лингвисти већ током 19. века били свесни да се језик кајкавских Хрвата суштински разликује од језика осталих Хрвата (и Срба), ово наречје је из етнополитичких разлога укључено у склоп новоствореног српскохрватског књижевног језика. Након стварања Југославије (1918) ово наречје је сматрано својеврсним "мостом" између српскохрватског и словеначког језика, са којим кајкавско наречје дели многе заједничке особине.
Класификација кајкавског језика, односно наречја и данас је предмет не само лингвистичких расправа, већ и етнополитичких спорова. Иако је овај језик 2015. године добио међународно признање, хрватска лингвистика га и даље рачуна као наречје хрватског језика, што са етнополитичког становишта није спорно, пошто се његови говорници, односно кајкавци у етничком смислу изјашњавају као Хрвати.

## Карактеристике кајкавског језика и разлике од штокавског
- Троакценатски систем — краткосилазни,дугосилазни и узлазни акценат
- Нагласак може бити на задњем слогу
- Асимилација и сажимање самогласника нису присутни (rouka уместо рука,ruka)
- Нема сибиларизације(noga-nogi,ruoka-rouki)
- В испред У и О(vuho,vogel,vulica)
- Тврдо Ч и меко Ћ спојени у један глас — средњемеко Č
- Л на крају слога се не мења у О
- Нема вокатива
- Датив, локатив и инструментал се разликују
- Другачије грађење падежних облика именица у односу на штокавски — Именице мушког рода у номинативу множину имају само суфикс -и, а у генитиву множине суфикс -ов, остале именице немају суфикс у генитиву множине)
- А у неким штокавским речима се мења са Е (ветар-veter, данас-denes, пакао-pekel)
- Два гласа Е - затворено Е и отворено Е
- Стари глас јат се мења са e, ei, ie и i
- 1. лице множине презента се завршава са -ме уместо -мо(ideme-идемо)
- Тј и дј се не претварају у Ћ и Ђ(listje, grozdje)
- Слоготворно р се мења са -er[12]

## Галерија
- Кајкавски у Хрватској данас
- Кајкавски у Хрватској данас